# The Doolins of Oklahoma
The Doolins of Oklahoma (bra A Lei É Implacável) é um filme norte-americano de 1949, do gênero faroeste, dirigido por Gordon Douglas e estrelado por Randolph Scott e George Macready.
The Doolins of Oklahoma é um faroeste bastante movimentado sobre um dos últimos lendários fora da lei do Velho Oeste, Bill Doolin. Na vida real, Doolin formou uma quadrilha de ladrões de bancos que aterrorizou os estados de Arkansas, Oklahoma e Kansas na década de 1890. Preso pelo delegado Bill Tilghman, Doolin conseguiu fugir e acabou morto por uma patrulha em agosto de 1896.

## Sinopse
Quando a gangue dos irmãos Dalton é desbaratada, Bill Doolin, o único sobrevivente, forma seu próprio bando, composto por Red Burck, Tom 'Arkansas' Jones, Jack 'Tulsa' Blake e Bitter Creek. Depois de vários roubos a banco, Bill pede aos companheiros que submerjam por uns três meses. Com nova identidade — Bill Daley — , ele se estabelece em Claymore, onde casa-se com Elaine Burton, filha do diácono local. Mas os antigos colegas voltam para assombrá-lo e Bill deixa a cidade para retomar a vida de crimes. A quadrilha chega ao fim quando cai numa emboscada e perde vários membros. De volta ao lar, Bill decide tornar-se um novo homem e planeja fugir com Elaine para a fronteira entre o Kansas e o Texas. Porém, um velho inimigo, delegado federal Sam Hughes, aguarda nas sombras.

## Elenco
| Ator/Atriz        | Personagem           |
| ----------------- | -------------------- |
| Randolph Scott    | Bill Doolin          |
| George Macready   | Sam Hughes           |
| Louise Allbritton | Rose of Cimarron     |
| John Ireland      | Bitter Creek         |
| Virginia Huston   | Elaine Burton        |
| Charles Kemper    | Tom 'Arkansas' Jones |
| Noah Beery Jr.    | Little Bill          |
| Dona Drake        | Cattle Annie         |
| Robert Barrat     | Heck Thomas          |
| Lee Patrick       | Melissa Price        |
| Griff Barnett     | Burton               |
| Frank Fenton      | Red Buck             |
| Jock Mahoney      | Jack 'Tulsa' Blake   |
| James Kirkwood    | Reverendo Mears      |
| Robert Osterloh   | Wichita Smith        |